# Serranus aequidens
Serranus aequidens är en fiskart som beskrevs av Gilbert, 1890. Serranus aequidens ingår i släktet Serranus och familjen havsabborrfiskar. IUCN kategoriserar arten globalt som livskraftig. Inga underarter finns listade i Catalogue of Life.